# كريس هيرلي
كريس هيرلي (بالإنجليزية: Chris Hurley)‏ هو لاعب كرة قدم بريطاني في مركز الدفاع، ولد في 20 نوفمبر 1943 في Hornchurch ‏ في المملكة المتحدة. لعب مع نادي دوفر ونادي ميلوول ونادي ويمبلدون.